# Sosnowa Góra (Pieniny)
Sosnowa Góra (705 m) – wzniesienie w Pieninach Spiskich pomiędzy miejscowościami Dursztyn i Krempachy w województwie małopolskim, w powiecie nowotarskim, w gminie Nowy Targ. Stok zachodni i południowy jest porośnięty lasem i opada do potoku Dziurowy w Krempachach, stok wschodni w większości pokrywają łąki dursztyńskie. W odległości około 230 m na południe jest Dziurowa Skała.
W północnym stoku Sosnowej Góry jest rozpadlina skalna tworząca miniaturowy wąwóz, a we wschodnim stoku zwanym Dziurawe, kilka źródeł.